# Lajobre
Lajobre (en gallego y oficialmente, Laxobre) es una aldea española situada en la parroquia de Arteijo, del municipio de Arteijo, en la provincia de La Coruña, Galicia.

## Demografía
| Gráfica de evolución demográfica de Lajobre entre 2000 y 2018 |
|                                                               |
| Datos según el nomenclátor publicado por el INE.              |